# Ernest Ista
Ernest Noël Hubert Ista (ur. 23 lutego 1877 w Liège, zm. ?) – belgijski strzelec, olimpijczyk.
Uczestnik Letnich Igrzysk Olimpijskich 1908, na których wystartował w 2 konkurencjach. Indywidualnie osiągnął 35. miejsce w karabinie dowolnym w trzech postawach z 300 m, zaś w zawodach drużynowych zajął 5. pozycję (osiągnął 3. rezultat w zespole).

## Wyniki

### Igrzyska olimpijskie
| Igrzyska    | Konkurencja                                     | Wynik                                         | Miejsce | Źródło |
| ----------- | ----------------------------------------------- | --------------------------------------------- | ------- | ------ |
| Londyn 1908 | Karabin dowolny, trzy postawy, 300 m            | 701 pkt. (300–232–169)                        | 35      | [ 1 ]  |
| Londyn 1908 | Karabin dowolny, trzy postawy, 300 m, drużynowo | 4509 pkt. (druż.) 786 pkt. ind. (292–270–224) | 5       | [ 2 ]  |